# (11091) Thelonious
(11091) Thelonious est un astéroïde de la ceinture principale.

## Description
(11091) Thelonious est un astéroïde de la ceinture principale. Il fut découvert le 16 février 1994 à Kitt Peak par le projet Spacewatch et nommé en hommage au pianiste et compositeur de jazz Thelonious Monk. Il présente une orbite caractérisée par un demi-grand axe de 2,49 UA, une excentricité de 0,15 et une inclinaison de 1,2° par rapport à l'écliptique.

## Compléments